# Petite rivière Bostonnais
Pour les articles homonymes, voir Bostonnais.
La Petite rivière Bostonnais est un affluent de la rivière Saint-Maurice, coulant vers l'ouest dans la ville de La Tuque, en Mauricie, au Québec, au Canada. 

## Toponymie
Les toponymes rivière Bostonnais et Petite rivière Bostonnais évoquent les souvenirs de Jean-Baptiste Bostonnais, un trappeur abénaquis.
Le toponyme Petite rivière Bostonnais a été officialisé le 5 décembre 1968 à la Commission de toponymie du Québec.

## Géographie
À partir de l'embouchure du Petit lac Wayagamac, la Petite rivière Bostonnais coule vers l'ouest sur 4,4 km (mesuré sur l'eau) avant de se jeter dans le lac Wayagamac (côté sud). L'embouchure du lac Wayagamac est du côté nord-ouest du lac (au fond d'une baie) où un barrage a été érigé. Le lac se déverse dans la Petite rivière Bostonnais qui a une longueur approximative de 10,6 km (mesurée par l'eau) entre le barrage du lac Wayagamac et la rivière Saint-Maurice. À partir du barrage, la rivière coule vers les nord-ouest en traversant un petit lac (situé au sud-est de la route 155. Puis, à la limite de La Tuque, la rivière bifurque de 90 degrés pour se diriger vers le sud-ouest, presque en parallèle au boulevard Ducharme. Après avoir traversé ce dernier boulevard, la rivière se jette dans une magnifique chute autour de laquelle le parc des Chutes de la Petite Rivière Bostonnais a été aménagé.
Cette petite rivière se jette dans la rivière Saint-Maurice en face de la Longue île, à la limite sud de la ville de La Tuque (juste au sud de l'aéroport). L'embouchure de la Rivière Bostonnais est située à 4 km en amont de l'embouchure de la Petite rivière Bostonnais. La ville de La Tuque est enclavée entre ces deux rivières et la rivière Saint-Maurice (côté ouest).
À partir de la décharge du Petit lac Wayagamac, la Petite rivière Bostonnais coule vers l'ouest sur 23,6 km, dont 8,6 km à travers le lac Wayagamac.

## Parc des chutes de la Petite rivière Bostonnais

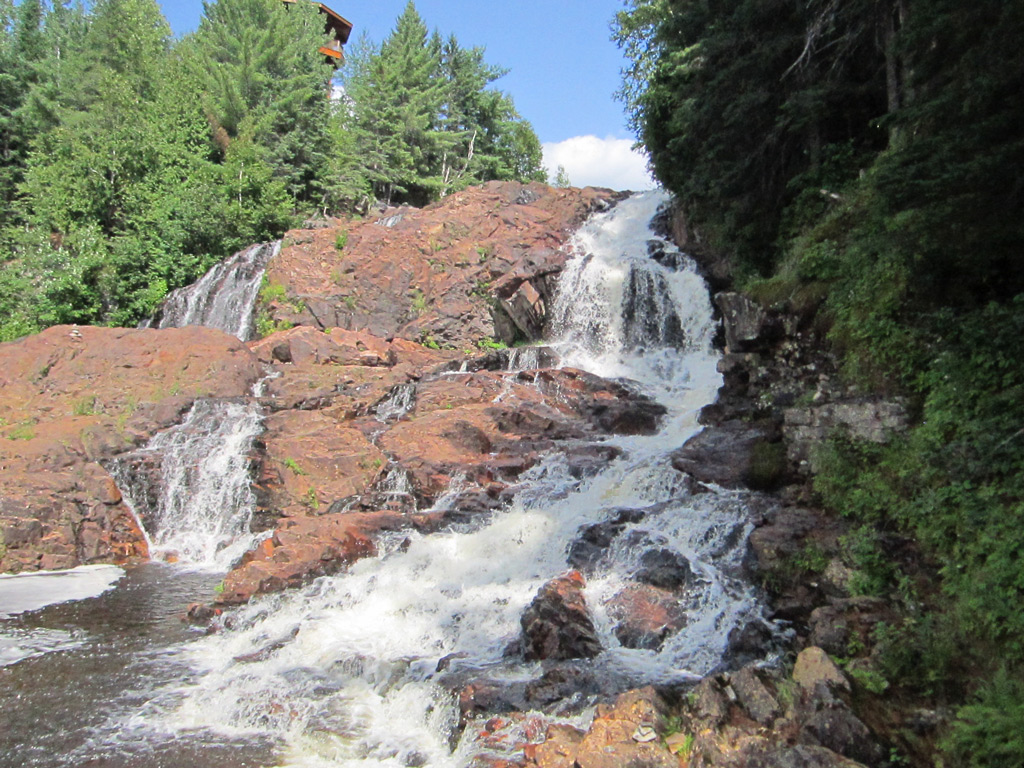
En contrebas de la tour d'observation.

À la toute fin de son parcours, et après avoir traversé le boulevard Ducharme (dans la partie sud de la ville de La Tuque), l'eau de la Petite rivière Bostonnais coule dans les chutes d'une hauteur de 30 m. Un parc municipal a été aménagé autour des chutes par la ville de La Tuque. En utilisant les belvédères et les sentiers pédestres, les chutes sont d'une grande beauté pour les visiteurs. En saison estivale, ils peuvent utiliser les aires des pique-nique, pratiquer le cyclisme (12 km), faire des randonnées pédestres (5 km), observer la flore, faire du canot, utiliser le terrain de jeux et participer aux visites commentées en français. En hiver, les visiteurs peuvent faire des glissades, du ski de fond, du patinage sur glace, la motoneige... Les visiteurs peuvent aussi visiter le Centre et circuit Félix-Leclerc.